# Paul Friedrich Wernitz
Paul Friedrich Wernitz (* 1738; † 1826 in Neiße) war ein preußischer Oberst und Chef der schlesischen Festungsartillerie. 

## Leben
Wernitz trat im Jahr 1757 in die preußische Artillerie ein, wurde 1762 zunächst Sekonde- und 1779 dann Premierleutnant. Er avancierte 1784 zum Stabskapitän und stieg 1790 zum Premierkapitän auf. Seine Beförderung zum Major erfolgte 1793, die zum Oberstleutnant 1799.
Seit 1804 war Wernitz Kommandeur der Festungs-Artillerie in Neiße und avancierte schließlich 1805 zum Oberst.
Wernitz war als protestantischer Freimaurer von 1775 bis 1799 Mitglied der Loge Zum goldenen Schiff in Berlin und von 1799 bis 1804 der Loge Herkules 4 in Schweidnitz. Darüber hinaus war er auch seit 1794 Mitglied sowie von 1800 bis 1812 Ehrenmitglied der Mr. Lesegesellschaft.